# Ludwigseck (Gemeinde)
Ludwigseck war eine kurzlebige Gemeinde im osthessischen Landkreis Rotenburg (Fulda). Heute gehört ihr ehemaliges Gebiet zur Gemeinde Ludwigsau im Landkreis Hersfeld-Rotenburg.

## Geschichte

### Historischer Namensgeber
Historischer Namensgeber für den Ort war das Schloss Ludwigseck mit dem dazugehörigen Gericht „in der Rohrbach“ (später Gericht  Ludwigseck). Es bestand 1538 aus den Dörfern Beenhausen, Gerterode, Heierode, Rohrbach, Ober- und Niederthalhausen sowie Tann. Teilweise werden auch Ersrode, Trunsbach und die Wüstung Schöpbach dazugezählt. Die Gerichtsstätte befand sich im Dorf Tann. Das Gericht gehörte ab 1579 zum Amt Rotenburg, welches von 1627 bis 1835 Teil der Rotenburger Quart war.

### Die Gemeinde Ludwigseck
Im Zuge der Gebietsreform in Hessen fusionierten zum 31. Dezember 1971 die bis dahin selbständigen Gemeinden Beenhausen, Ersrode, Hainrode und Oberthalhausen zur neuen Gemeinde Ludwigseck. Niederthalhausen widersetzte sich diesem freiwilligen Zusammenschluss.
Bereits am 1. August 1972 wurde die Gemeinde Ludwigseck im Zuge der kommunalen Neugliederung kraft Landesgesetzes in die Gemeinde Ludwigsau eingegliedert.